# Fludarabina
La fludarabina o fludarabín fosfato es un fármaco de quimioterapia usado en el tratamiento de neoplasias hematológicas (cáncer de las células de la sangre, como las leucemias y los linfomas). Es un análogo de la purina, que interfiere en la síntesis del ADN.

## Indicaciones
La fludarabina es muy efectiva en el tratamiento de la leucemia linfocítica crónica, donde produce índices de respuesta mejores que agentes alquilantes como el clorambucilo. La fludarabina se combina de diversas formas con ciclofosfamida, mitoxantrona, dexametasona y rituximab en el tratamiento de los linfomas no hodgkinianos.
	Como parte del régimen FLAG, la fludarabina se usa junto con citarabina y un factor estimulante de colonias de granulocitos para el tratamiento de leucemia mieloide aguda.
	Debido a sus efectos inmunosupresores, la fludarabina también se utiliza en algunos casos  previos a trasplantes alogénicos no mieloblativos de médula ósea.

## Farmacología
La fludarabina es un análogo de la purina, que puede ser administrado tanto por vía oral como intravenosa. Inhibe la síntesis del ADN al interferir con la ribonucleótidoreductasa y la ADN polimerasa. Es activa contra células en división y en fase de reposo. Si se fosforiliza, la fludarabina se ioniza a pH fisiológico y se fija en la sangre. Esto implica cierto grado de especificidad para con las células sanguíneas, tanto si son cancerosas como si no.

## Efectos adversos
La fludarabina se asocia con linfocitopenia severa, y como consecuencia, incrementa en gran medida el riesgo de infecciones oportunistas. A los pacientes que han sido tratados con fludarabina normalmente se les receta cotrimoxazol o el uso mensual de pentamidina pulverizada para evitar infecciones por Pneumocystis jiroveci (neumonía). La linfocitopenia severa causada por fludarabina puede llevar a los pacientes a sufrir la enfermedad del injerto contra el huésped (EICH), una complicación de la transfusión de sangre que resulta fatal. Por esta razón, los pacientes que alguna vez hayan sido tratados con fludarabina sólo podrán recibir componentes sanguíneos irradiados.
	La fludarabina causa anemia, trombocitopenia y neutropenia, de forma que requiere un control regular del conteo de células. Algunos pacientes requieren transfusión de sangre y plaquetas o la inyección de un factor estimulante de colonias de granulocitos para favorecer la producción de neutrófilos.
	También se asocia la fludarabina con el desarrollo de anemias hemolíticas autoinmunes en parte de los pacientes.
	Generalmente las dificultades se encuentran al recolectar células sanguíneas madre periféricas de pacientes que han sido tratados previamente con fludarabina.

## Historia
La fludarabina fue producida por primera vez en 1968 en el Southern Research Institute por John Montgomery y Kathleen Hewson. Previamente habían trabajado con 2-fluoroadenosina, que no era segura en humanos; el cambio a este análogo de la arabinosa fue inspirado por el éxito de la vidarabina.